# Ludwik Franciszek Rigot
Ludwik Franciszek Rigot, właśc. fr. Louis François Rigot (ur. 18 października 1751, zm. 3 września 1792) – męczennik chrześcijański i błogosławiony Kościoła rzymskokatolickiego.
Został zamordowany w czasie rewolucji francuskiej.
Jego beatyfikacji dokonał papież Pius XI w dniu 17 października 1926 roku, w grupie 191 męczenników z Paryża.